# نادي واليدان
نادي واليدان لكرة القدم (بالإنجليزية: Wallidan FC) هو نادي كرة قدم غامبي، تأسس النادي في عام 1969، يقع مقره في مدينة باكاو في العاصمة بانجول، يلعب في دوري الدرجة الأولى GFA، وهو الفريق الأكثر تتويجًا بـ 39 لقباً في تاريخ كرة القدم في غامبيا، يعتبر ملعب الاستقلال هو مقر النادي الرئيسي الذي يتسع لـ 40 ألف متفرج.